# 17-ті/21-ші улани
17-ті/21-ші улани (англ. 17th/21st Lancers) — кавалерійський полк Британської армії, сформований у 1922 році в наслідку злиття 17-их та 21-их уланів. У 1993 році був об'єднаний з 16-ми/5-ми уланами у Королівські Її Величності улани.

## Історія
Полк був сформований 27 червня 1922 року в міжвоєнний період в Англії, після об'єднання 17-их та 21-их уланів. В 1936 році полк був перекинутий до Міруту в Індію, а в 1938 році механізован.
Після початку Другої світової війни у вересні 1939 року полк був перекинут назад до Великої Британії та увійшов до складу 1-ї мотокулеметної бригади, що обороняла південний схід Англії. 12 жовтня 1940 року 1-а мотокулеметна бригада стала 26-ю бронетанковою бригадою, а 9 листопада 1940 року увійшла до складу щойно зформованої 6-ї бронетанкової дивізії, та переозброєн на танки Валентайн та Матильда II. Деякі частини особового складу полку у грудні 1940 року були направлені для формування кадрів 24-их уланів.
В листопаді 1942 року полк було перекинуто до Тунісу де в лютому 1943 року він поніс важки втрати в ході битви за перевал Кассерін. В квітні цього ж року полк знову зазнав важких втрат в битві за перевал Фондук.
В березні 1944 року полк було перекинуто до Італії. Частина з боями просунулася до Готської лінії де провела зиму. Війну полк закінчив в Австрії.
У 1946 році полк було перкинуто до Греції, 1947 році до зони Суецького каналу, 1948 році до Палестини.
Під час холодної війни полк входив до складу Британської армії на Рейні та також брав участь у інших закордонних місіях (Гонконг).
У 1993 році в ході скорочення збройних сил Великої Британії полк було об'єднано з 16-ми/5-ми уланами до Королівських Її Величності уланів.